# Mont Unzen
Pour l’article homonyme, voir Unzen.
Le mont Unzen (雲仙岳, Unzen-dake) est un volcan du Japon situé sur l'île de Kyūshū.

## Géographie

### Situation

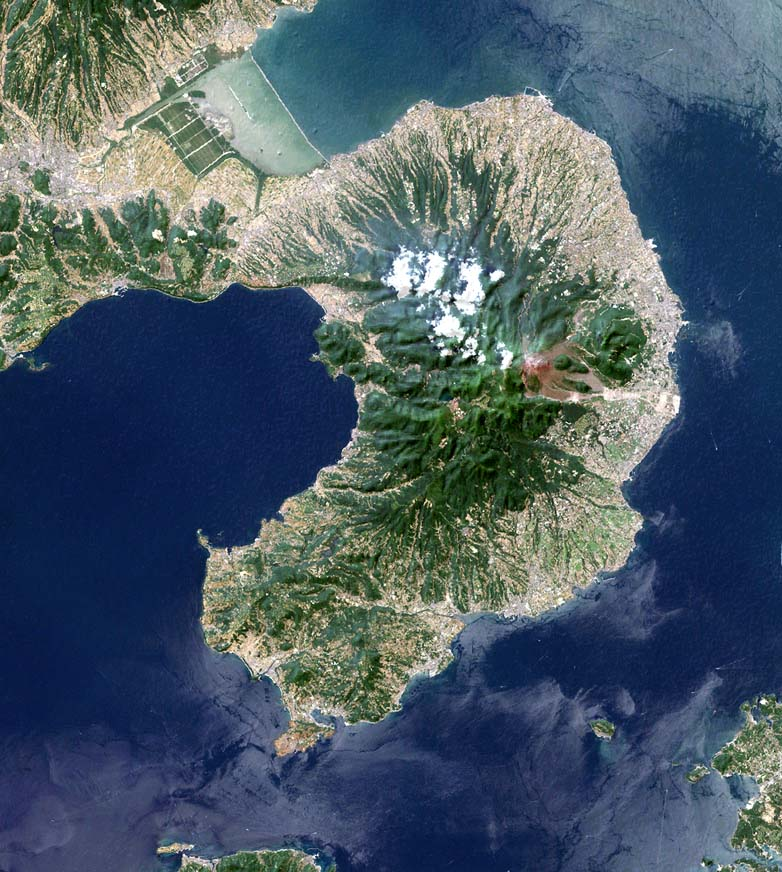
Image satellite de la péninsule de Shimabara avec le mont Unzen en son centre repérable grâce aux traces laissées par les nuées ardentes.

Le complexe volcanique du mont Unzen se situe dans la péninsule de Shimabara qui s'avance dans la mer d'Ariake et la baie de Shimabara. Le centre-ville de Shimabara, comptant 45 000 habitants et situé au bord de la baie, se trouve à 6 km à vol d'oiseau du sommet. Une partie de l'agglomération a été détruite par les nombreuses nuées ardentes qui ont dévalé les pentes entre 1990 et 1995.

### Topographie
Le complexe volcanique du mont Unzen est formé de trois structures composées de dômes de lave imbriqués :
- le Kinugasa au nord ;
- le mont Fugen (Fugen-dake) et le Mayu-yama au centre-est ;
- le Kusenbu au sud.

L'ensemble du complexe est inscrit dans un graben d'origine volcanique et orienté est-ouest. La partie active du mont Unzen est formée du mont Fugen qui culmine à 1 359 m d'altitude et dont le sommet est constitué d'un dôme de lave andésitique.

### Climat
| Mois                                             | jan.       | fév.       | mars       | avril     | mai       | juin     | jui.      | août      | sep.      | oct.      | nov.      | déc.       | année      |
| ------------------------------------------------ | ---------- | ---------- | ---------- | --------- | --------- | -------- | --------- | --------- | --------- | --------- | --------- | ---------- | ---------- |
| Température minimale moyenne (°C)                | −0,7       | −0,1       | 2,8        | 7,2       | 11,6      | 16,1     | 20        | 20,5      | 17,1      | 11,5      | 6,3       | 1,2        | 9,5        |
| Température moyenne (°C)                         | 2,5        | 3,6        | 6,8        | 11,5      | 15,9      | 19,2     | 22,5      | 23,3      | 20,4      | 15,3      | 10        | 4,7        | 13         |
| Température maximale moyenne (°C)                | 6,1        | 7,7        | 11,2       | 16,1      | 20,5      | 22,7     | 25,8      | 27,2      | 24,5      | 19,8      | 14,2      | 8,6        | 17,1       |
| Record de froid (°C) date du record              | −12,2 1967 | −12,8 1977 | −11,7 1977 | −6 1972   | 1,3 1935  | 7,6 1974 | 13 1936   | 12,9 1981 | 8,1 1939  | 0,3 1942  | −6 1970   | −10,2 1973 | −12,8 1977 |
| Record de chaleur (°C) date du record            | 17,3 1980  | 18,2 2014  | 21,2 2018  | 25,3 2004 | 29,4 2000 | 31 2004  | 32,8 1994 | 33,2 2017 | 30,5 2010 | 27,6 2016 | 22,5 2003 | 18,6 2018  | 33,2 2017  |
| Ensoleillement (h)                               | 88,4       | 101,9      | 133,6      | 149,7     | 159,6     | 94,2     | 105,8     | 132,3     | 123,6     | 140,6     | 108,8     | 96,4       | 1 436,6    |
| Précipitations (mm)                              | 88,2       | 129,2      | 202,5      | 253,3     | 265,1     | 575,4    | 513,6     | 314,4     | 260,7     | 132,8     | 123,5     | 103,1      | 2 927,1    |
| dont neige (cm)                                  | 12         | 8          | 2          | 0         | 0         | 0        | 0         | 0         | 0         | 0         | 0         | 3          | 25         |
| Nombre de jours avec précipitations              | 8,4        | 9,5        | 11,8       | 10,8      | 10,9      | 15,5     | 13,2      | 11        | 10,3      | 7,4       | 9,2       | 8,9        | 127,1      |
| dont nombre de jours avec précipitations ≥ 10 mm | 3,2        | 4,1        | 6          | 6,3       | 6,1       | 9,9      | 8,6       | 6         | 5,4       | 3,6       | 3,8       | 3,2        | 66,1       |
| Humidité relative (%)                            | 78         | 76         | 75         | 74        | 76        | 86       | 90        | 86        | 83        | 79        | 80        | 78         | 80         |
| Nombre de jours avec neige                       | 3          | 2,6        | 0,9        | 0         | 0         | 0        | 0         | 0         | 0         | 0         | 0         | 0,6        | 7          |
| Nombre de jours d'orage                          | 0,4        | 0,7        | 1          | 1,1       | 0,7       | 1,3      | 3         | 3,3       | 1,9       | 0,8       | 1,1       | 0,4        | 16,1       |
| Nombre de jours avec brouillard                  | 6,3        | 7,6        | 8,2        | 8,7       | 8,5       | 13,3     | 15,1      | 7,5       | 4,7       | 3,2       | 6         | 7,9        | 97         |

| Diagramme climatique                                  |              |              |              |               |               |             |               |               |               |              |             |
| J                                                     | F            | M            | A            | M             | J             | J           | A             | S             | O             | N            | D           |
| 6,1−0,788,2                                           | 7,7−0,1129,2 | 11,22,8202,5 | 16,17,2253,3 | 20,511,6265,1 | 22,716,1575,4 | 25,820513,6 | 27,220,5314,4 | 24,517,1260,7 | 19,811,5132,8 | 14,26,3123,5 | 8,61,2103,1 |
| Moyennes : • Temp. maxi et mini °C • Précipitation mm |              |              |              |               |               |             |               |               |               |              |             |

## Histoire

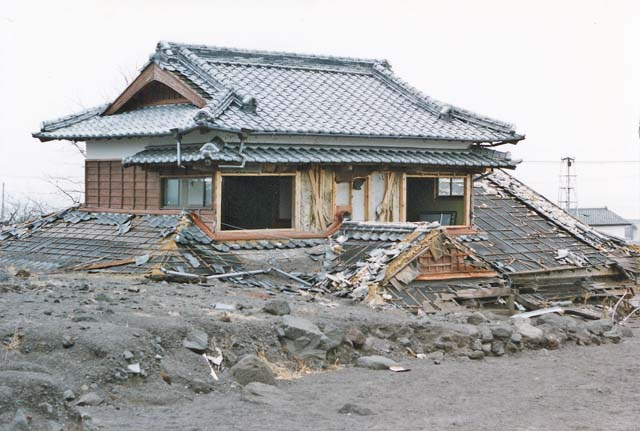
Dégâts provoqués par des nuées ardentes.

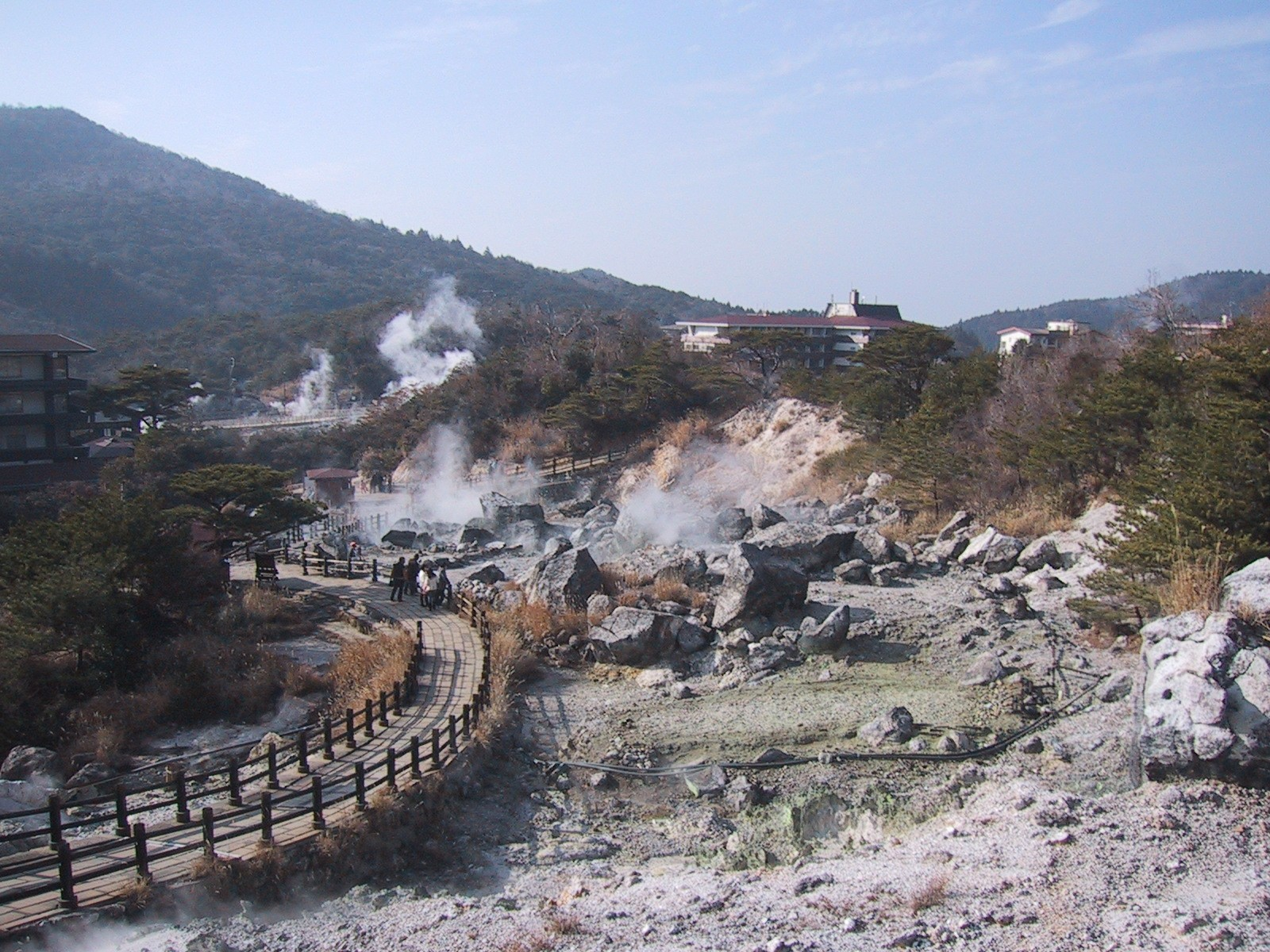
Champ volcanique d'Unzen-jigoku.

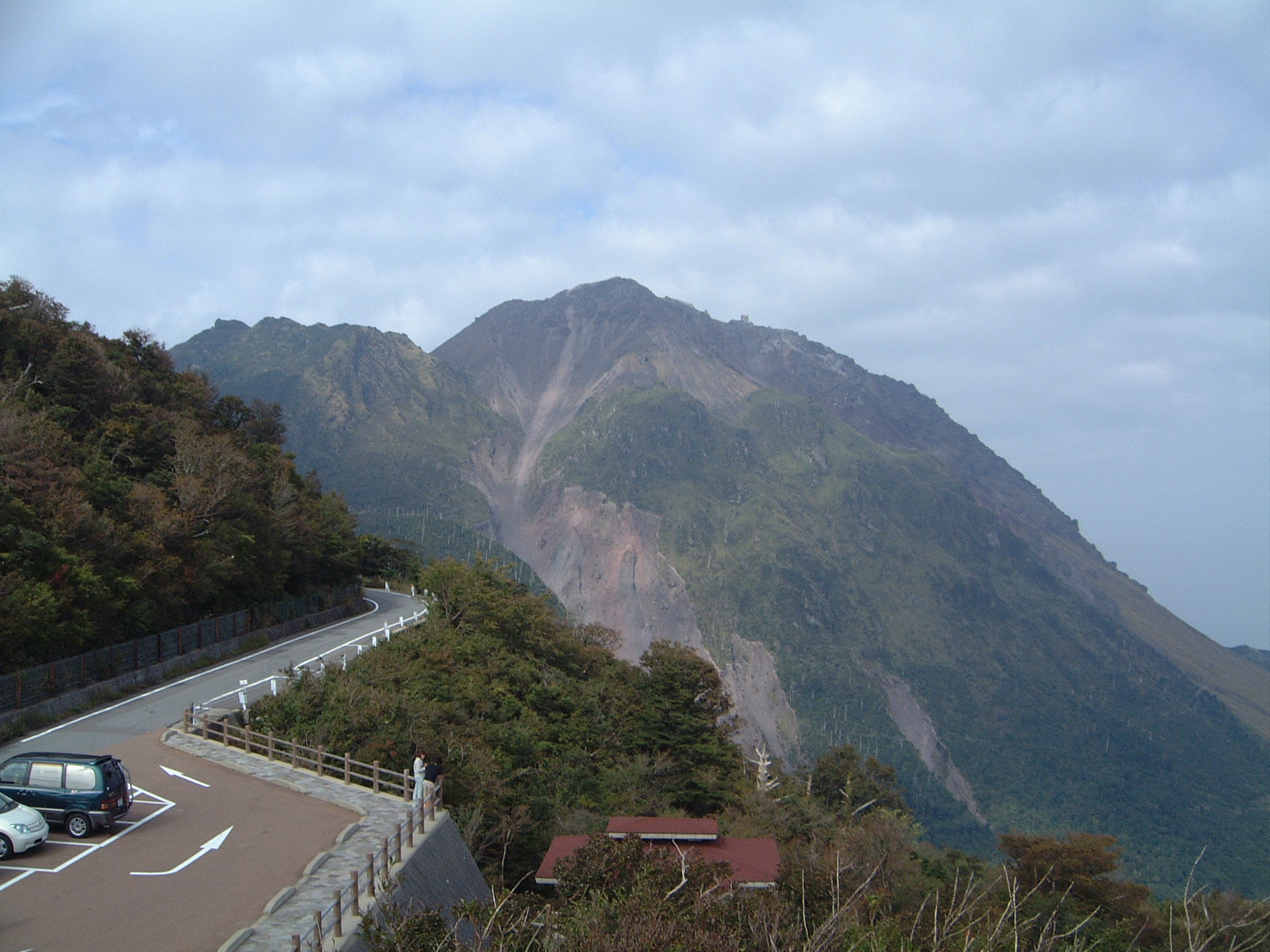
Vue du sommet du mont Fugen.

Le complexe du Mayu-yama s'est formé il y a 4 000 ans. Durant l'époque d'Edo, donc entre 1600 et 1868, le mont Unzen sert de lieu d'exécution pour les catholiques qui refusent de renier leur foi. Nombre d'entre eux ont ainsi été jetés dans le cratère du volcan. En 1663, une éruption forme des dômes de lave et des nuées ardentes. Lors de l'éruption de 1792, un glissement de terrain déferle sur la ville de Shimabara et percute l'océan, générant un tsunami. Le bilan s'élève à environ 15 000 victimes. C'est la plus grande catastrophe d'origine volcanique du Japon. La marque de l'effondrement en forme de cirque surplombant Shimabara est toujours visible depuis la ville. Le volcan s'est ensuite endormi pendant 198 ans.
En novembre 1989, des séismes surviennent et s'intensifient jusqu'au 17 novembre 1990, date où une éruption phréato-magmatique se déclenche. En janvier 1991, un trémor est détecté sous le volcan et l'éruption s'intensifie à partir du 12 février. Un dôme de lave commence alors à croître à partir du 20 mai, s'effondrant partiellement à de multiples reprises au cours de sa croissance qui cesse en février 1995. Les effondrements produisent des nuées ardentes qui s'écoulent le plus souvent dans une vallée dirigée vers la ville de Shimabara, dont certains quartiers sont totalement détruits. Entre 1991 et 1994, environ 10 000 nuées ardentes sont comptées et entre 1990 et 1995, 200 millions de mètres cubes de lave sont éjectés.
La première nuée ardente parcourt 2 km. Une zone interdite est alors mise en place. Le 3 juin 1991, une nuée ardente plus grande que les autres parcourt 4,5 km, détruit 180 habitations et tue 43 personnes dont les volcanologues Katia Krafft, Maurice Krafft et Harry Glicken. Le 8 juin, une autre nuée ardente parcourt 5,5 km, détruisant 210 autres habitations. À l'été 1991, 12 000 personnes au total sont évacuées ; ce nombre tombe à 3 000 à la fin de 1993. À la fin juillet, le dôme mesure 500 m de long, 150 m de large et 80 m de haut et génère une dizaine de nuées ardentes par jour. En 1992, les pluies provoquent des lahars qui détruisent des ponts, des habitations, des fermes et des champs. En 1993, les nuées ardentes commencent à emprunter la vallée de la rivière Nakao sur 4,5 km vers le nord-est.
Les mètres de cendres et de débris volcaniques qui s'accumulent sur les pentes du volcan sont entraînés par les pluies fréquentes dans la région. Entre août 1992 et juillet 1993, les lahars détruisent 1 300 habitations et à chaque forte pluie, des centaines de personnes doivent être évacuées dans les secteurs des rivières Nakao et Mizunashi. Des travaux sont réalisés pour minimiser l'effet des lahars et tenter de les dévier avec des bassins de rétention, des digues et des canaux.
À la mi-février 1996, quelques nouvelles nuées ardentes dévalent les pentes du mont Unzen, parcourant un kilomètre. Ces effondrements ont pu être provoqués par le refroidissement du dôme de lave et par les variations saisonnières des températures.

## Activités

### Gestion des risques naturels
Le mont Unzen constitue une des menaces volcaniques les plus préoccupantes pour le Japon avec un enjeu humain élevé. C'est pour cette raison que le volcan fut inscrit dans la liste des volcans de la Décennie en 1991 par les Nations unies.